# Kanaker

Kanakgemenskapens flagga med flèche faîtière, en spjutliknande trätotem som placeras på traditionella hem.

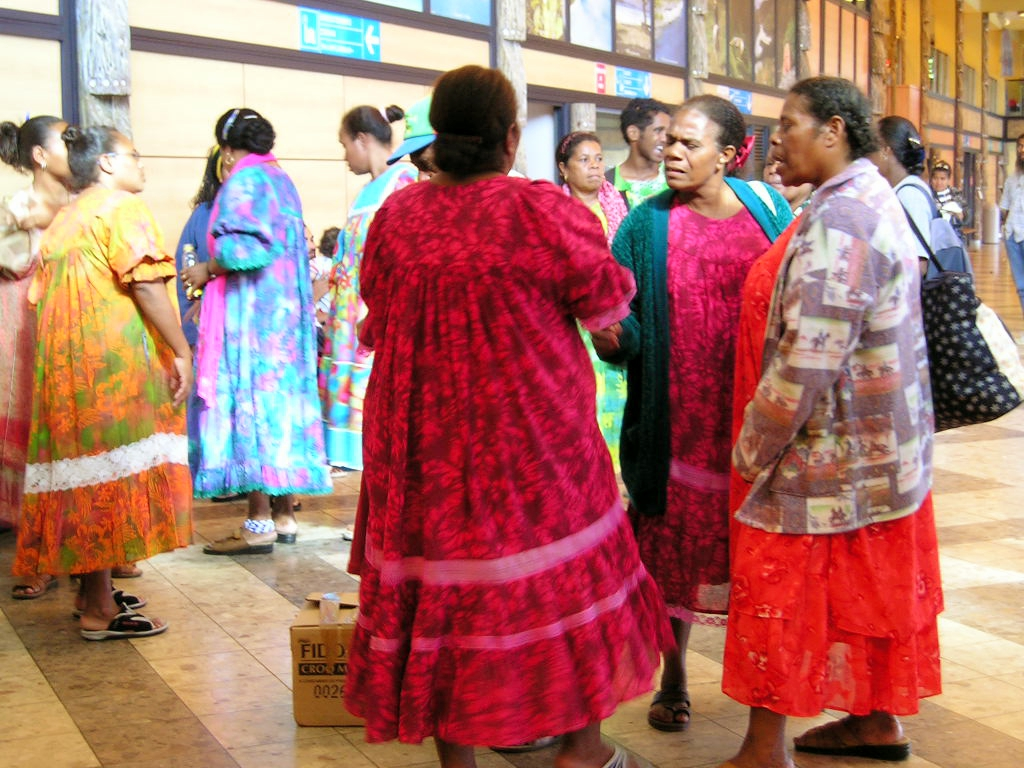
Kanakiska kvinnor diskuterar.

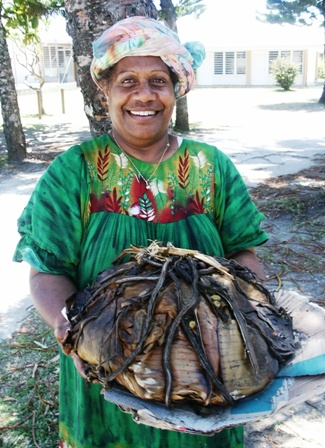
Kanakisk kvinna med en traditionell maträtt.

Kanaker kallas de inhemska melanesiska invånarna på ön Nya Kaledonien i sydvästra Stilla havet. De utgör 45 procent av Nya Kaledoniens totala befolkning. 

## Etymologi och historik
Ordet "kanak" härstammar från kanaka maoli, ett hawaiiskt ord som under 1800-talet användes utan urskillning av europeiska upptäcktsresande, handelsmän och missionärer i Oceanien om alla öbor i Stilla havet. Innan européerna kom fanns ingen enad stat i Nya Kaledonien, och ingen gemensam benämning användes om dess invånare.
Senare blev "kanak" ett ord som användes mer eller mindre nedlåtande om enbart de melanesiska invånarna i Nya Kaledonien. Från och med 1960-talet har melanesier tagit upp ordet som självbenämning och ordet har nu en identitetsskapande innebörd som en av symbolerna för den melanesiska befolkningen.
Andra ord har under senare tid nybildats från ordet kanak: Kanaky är ett etnopolitiskt namn för huvudön eller hela territoriet. Kanéka är en musikalisk genre som förknippas med kanakerna. I stil är det en form av reggae med tillägg av flöjter, slagverk och harmonier. Kanéka har ofta politiska texter och sjungs på drehu, paici eller andra melanesiska språk eller på franska. Kanakas kallades människor från Stilla havsöarna som bortfördes till Australien, Chile eller Kanada för att utföra tvångsarbete under 1800-talet.